# Blai Mallarach
Blai Mallarach Güell (spanisch) oder Blai Mallarach i Güell (katalanisch) (* 21. August 1987 in Olot) ist ein  spanischer Wasserballspieler. Mit der spanischen Nationalmannschaft gewann er bei Weltmeisterschaften eine Goldmedaille sowie je zwei Silber- und Bronzemedaillen. Bei Wasserball-Europameisterschaften erhielt er bis Mai 2024 einmal Gold, zweimal Silber und einmal Bronze.

## Sportliche Karriere
Blai Mallarach spielte bis 2011 bei CN Barcelona. Nach einem Jahr bei Mladost Zagreb war er von 2012 bis 2016 bei Olympiakos Piräus. Von 2016 bis 2021 spielte er für CN Atlètic-Barceloneta. Nach zwei Jahren bei CN Barcelona kam er 2023 zu CN Sabadell. Mit Barcelona, Olympiakos und Barceloneta gewann er jeweils mehrfach die Landesmeisterschaft.
Seine erste internationale Medaille gewann Mallarach mit der spanischen Nationalmannschaft bei der Europameisterschaft 2006, als die Spanier im Halbfinale den Ungarn unterlagen. Im Spiel um Bronze siegten die Spanier mit 10:4 gegen Rumänien. 2009 bei den Mittelmeerspielen in Pescara wurden die Spanier Zweite hinter den Serben. Einen Monat später bei der Weltmeisterschaft in Rom trafen im Finale erneut Serbien und Spanien aufeinander, die Serben gewannen im Penaltyschießen. Blai Mallarach musste im Penaltyschießen zweimal werfen und verfehlte beide Würfe. Bei den Olympischen Spielen 2012 in London belegte die spanische Mannschaft in der Vorrunde den dritten Platz und erreichte am Ende den sechsten Platz in der Gesamtwertung. Mallarach warf im Turnierverlauf acht Tore.
Im Juni 2013 fanden die Mittelmeerspiele in Mersin statt. Die Spanier wurden Zweite hinter den Kroaten. Bei der Weltmeisterschaft in Barcelona gehörte Mallarach nicht zum Kader. Im Jahr darauf bei der Europameisterschaft 2014 in Budapest belegten die Spanier den siebten Rang. Mallarach warf fünf Turniertore. Bei der Weltmeisterschaft 2015 war Spanien nicht dabei. 2016 bei den Olympischen Spielen in Rio de Janeiro gewannen die Spanier ihre Vorrundengruppe, unterlagen aber im Viertelfinale den Serben. Am Ende belegten die Spanier den siebten Rang. Mallarach warf drei Turniertore.
Nach dem neunten Platz bei der Weltmeisterschaft 2017 erreichten die Spanier bei der Europameisterschaft 2018 in Barcelona das Finale und verlor dann gegen die Serben im Penaltyschießen. Mallarach erzielte neun Tore. 2019 bei der Weltmeisterschaft in Gwangju erreichten die Spanier erneut das Finale und unterlagen dann den Italienern. Auch bei der Europameisterschaft 2020 in Budapest spielten die Spanier im Finale, die Ungarn siegten im Penaltyschießen. Wegen der COVID-19-Pandemie wurden die Olympischen Spiele in Tokio erst 2021 ausgetragen. Die Spanier gewannen ihre Vorrundengruppe und bezwangen im Viertelfinale das Team aus den Vereinigten Staaten. Nach Niederlagen gegen Serbien im Halbfinale und Ungarn im Spiel um Bronze belegten die Spanier am Ende den vierten Platz. Mallarach warf im Viertelfinale ein Tor und im Halbfinale zwei Tore.
Bei der Weltmeisterschaft 2022 in Budapest besiegten die Spanier im Finale die Italiener im Penaltyschießen und gewannen nach 21 Jahren wieder den Titel. Im Jahr darauf bei der Weltmeisterschaft 2023 in Fukuoka unterlagen die Spanier im Halbfinale den Ungarn, im Spiel um Bronze siegten sie gegen die Serben. 2024 gewannen die Spanier das Finale der Europameisterschaft mit 11:10 gegen die Kroaten. Bei der Weltmeisterschaft in Doha verloren die Spanier im Halbfinale gegen die Italiener. Im Spiel um Bronze besiegten sie die Franzosen.